# KI-Winter
In der Geschichte der künstlichen Intelligenz werden Phasen als KI-Winter bezeichnet, in denen öffentliche und private Forschungsförderung, Start-up-Finanzierung und Investitionen in die Künstliche Intelligenz (KI) stark zurückgehen. Dies geht einher mit einem geringen Fortschritt des Fachs, jedenfalls gegenüber den vorher erweckten (überzogenen) Erwartungen. Insofern ist der KI-Winter ein Beispiel für das „Tal der Enttäuschungen“ im Hype-Zyklus. Hohe mediale Aufmerksamkeit in Kombination mit oftmals vagen und wenig trennscharfen Definitionen von Künstlicher Intelligenz können als potenzielle Ursache von den oftmals kursierenden überzogenen Erwartungen an KI-Technologien betrachtet werden.
Die Wortschöpfung AI winter stammt aus dem Amerikanischen. Der Begriff wird teilweise als Analogiebildung zum nuklearen Winter gedeutet und dabei teilweise dem Lisp-Entwickler Richard P. Gabriel zugeschrieben. Die andere Deutung des Begriffs nimmt Bezug auf die Jahreszeit – die Kälte kommt, es gibt kein Wachstum mehr, jedoch kommt nach dem Winter auch wieder der Frühling.
Als erster KI-Winter wird die Phase vom Beginn der 1970er Jahre an bezeichnet. Ein Auslöser war ein Buch von Marvin Minsky und Seymour Papert über Perzeptronen von 1969, mit dem die Grenzen dieses Ansatzes offenbart wurden. Für noch größere Ernüchterung sorgte eine Evaluation, die James Lighthill 1973 im Auftrag des britischen Parlaments anfertigte (Lighthill report). In Folge kürzte unter anderem die DARPA ihre Fördergelder für KI stark.
Nachdem sich das Feld in den 1980ern wieder erholt hatte, wurden große Hoffnungen in Expertensysteme und Lisp-Maschinen gesetzt. Der zweite KI-Winter begann 1987 mit der Enttäuschung der hochgesteckten Erwartungen an diesen Ansatz. Diese Entwicklung war 1984 von Roger Schank auf der Jahrestagung des American Association of Artificial Intelligence (AAAI) vorhergesagt worden.